# Сворц Крик (Мичиген)
Сворц Крик (енгл. Swartz Creek) град је у америчкој савезној држави Мичиген. По попису становништва из 2010. у њему је живело 5.758 становника.

## Демографија
Према попису становништва из 2010. у граду је живело 5.758 становника, што је 656 (12,9%) становника више него 2000. године.
| Група             | 2000.         | 2010.         |
| Белци             | 4.813 (94,3%) | 5.188 (90,1%) |
| Афроамериканци    | 62 (1,2%)     | 292 (5,1%)    |
| Азијати           | 32 (0,6%)     | 46 (0,8%)     |
| Хиспаноамериканци | 107 (2,1%)    | 130 (2,3%)    |
| Укупно            | 5.102         | 5.758         |